# موزس سامنی
موزس سامنی (انگلیسی: Moses Sumney؛ زادهٔ ۱۹ مه ۱۹۹۲) خواننده-ترانه‌سرای غنایی-آمریکایی است. نخستین آلبوم چندآهنگه (ئی‌پی) او به نام میدسیتی آیلند در سال ۲۰۱۴ منتشر شد. در سال ۲۰۱۶، او آلبوم چندآهنگه‌ای شامل پنج ترانه به نام مراثی منتشر کرد.
از فیلم‌ها یا برنامه‌های تلویزیونی که وی در آن نقش داشته‌است می‌توان به آیدل اشاره کرد.